# Jacob Willem van Cittert
Jacob Willem van Cittert, ook Jakob Willem van Cittert, (Gouda, 15 augustus 1887 - Amsterdam, 1 februari 1945) was een Nederlands dichter en toneelschrijver.

## Leven en werk
Van Cittert werd in 1887 in Gouda geboren als zoon van het hoofd der school Benjamin Pieter van Cittert en Antonia Petronella Huber. In 1906 behaalde hij in Gouda het HBS-diploma. Hij behaalde daarna diverse onderwijsaktes Duits. Op 1 september 1918 trad hij in dienst als leraar Duits in het middelbaar onderwijs in Eindhoven. In 1919 werd hij aangesteld als leraar Duits aan de HBS in Haarlem. In 1922 slaagde hij voor het doctoraal examen in de Germaanse taal- en letterkunde (Duits) aan de universiteit van Amsterdam. Vanaf 1917 schreef Van Cittert meerdere toneelstukken, die over het algemeen genomen een redelijke ontvangst ten deel vielen. Toneelgezelschappen namen met regelmaat stukken van hem op in hun repertoire.
Tegen het einde van zijn leven begaf hij zich in nationaalsocialistische kringen. Zo verscheen van zijn hand bij de nationaalsocialistische uitgeverij Opbouw in 1942 Witte van Haamstede  (eerder in 1918 gepubliceerd in de "Tijdspiegel") en in 1943 een Geschiedenis van drama en theater in Europa. In 1944 verscheen bij deze uitgeverij zijn vertaling van Der Weg über die Wiese (De weg door het veld ) van Gertrud von Stotzingen. Op 19 september 1942 ging, in het bijzijn van diverse kopstukken van de nationaalsocialistische beweging, zijn toneelstuk de Witte van Haamstede in première in de stadsschouwburg van Haarlem. Voor de Tweede Wereldoorlog was het stuk alleen door een amateurgezelschap opgevoerd. Tijdens de Tweede Wereldoorlog stond het in de periode 1942/1944 op het repertoire van het Noord-Hollands Toneel.
Van Cittert overleed in 1945 op 57-jarige leeftijd in Amsterdam. Hij werd op 6 februari 1945 begraven op de begraafplaats Zorgvlied.

## Familie
Zijn broer Pieter Hendrik en schoonzuster Johanna Geertruida van Cittert-Eymers waren natuurkundigen en wetenschapshistorici. Zijn nicht Han van Konijnenburg-van Cittert was bijzonder hoogleraar prekwartaire paleobotanie aan de Universiteit Leiden.

## Bibliografie

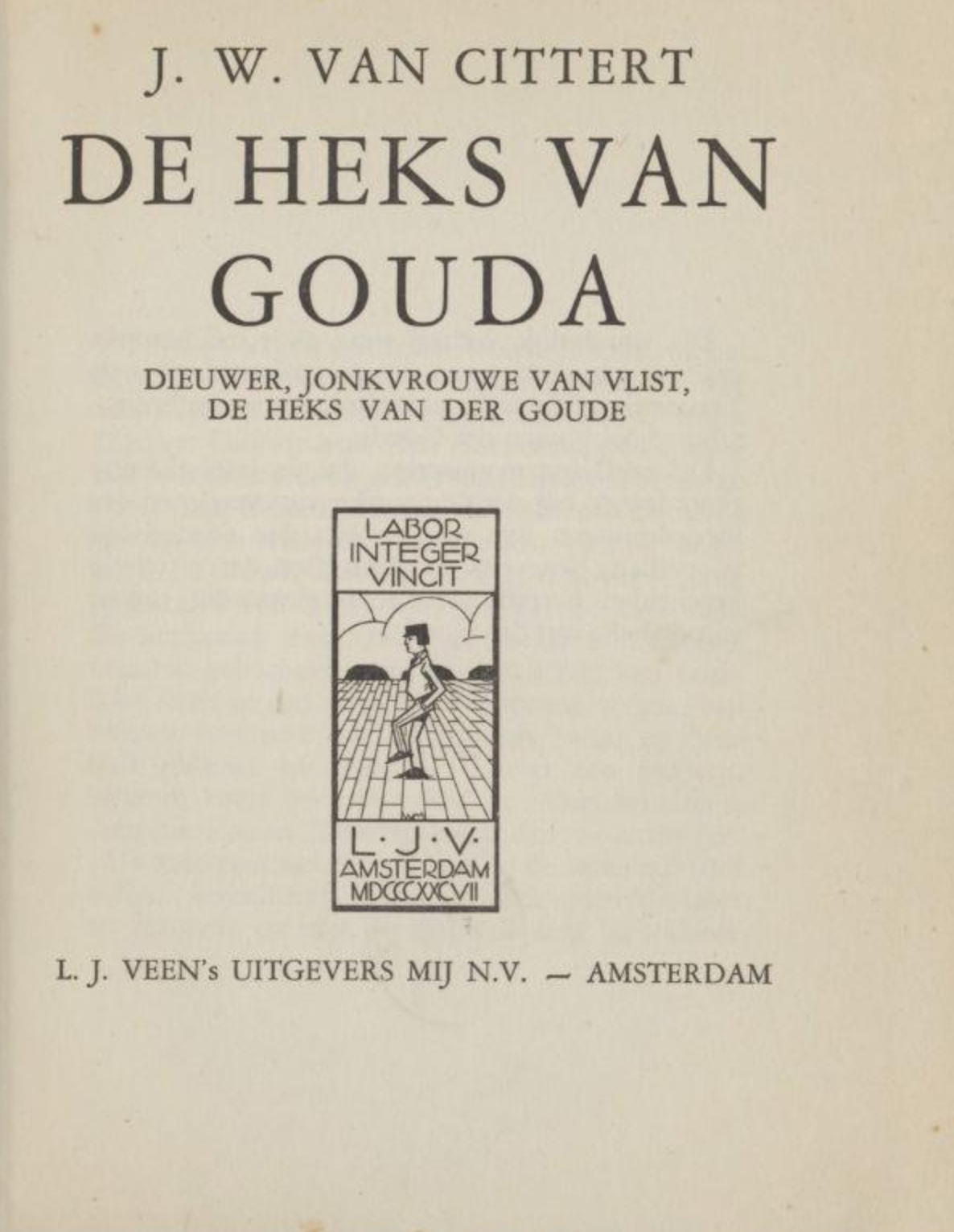
Titelpagina van "De heks van Gouda" (1931)